# Іван Княженко та Сірий Вовк 5
«Іван Княженко та Сірий Вовк 5», або «Іван Царевич та Сірий Вовк 5» (рос. Иван Царевич и Серый Волк 5) — російський пригодницький анімаційний фільм 2022 року студії «Мельница» та кінокомпанії «СТВ». Це п'ятий фільм франшизи «Іван Княженко та Сірий Вовк».
Мультфільм вийшов у російський прокат 29 грудня 2022 року. А показ мультфільму відбувся 24 грудня 2022 року в Москві в кінотеатрі «Каро 11 Октябрь». Ця частина, так само як четверта, не була в українському прокаті.
Фільм, на відміну від попередника, отримав більш неоднозначне прийняття глядачів, які розкритикували сюжет і сценарій. На момент 19 січня 2023 року «Іван Княженко та Сірий Вовк 5» заробив майже 500 мільйонів рублів.

## Акторський склад
- Микита Єфремов[3] — Іван Княженко
- Олександр Боярський — Сірий Вовк, чоловік із фотоапаратом у суді, старійшина
- Тетяна Буніна — Василіса
- Михайло Боярський — Кіт учений
- Максим Сергеєв — Цар
- Сергій Воробйов — Кайзер
- Марія Цветкова — тітка Дуня, Феміда
- Констянтин Феоктистов — Порфірій
- Олег Куликович — Дуб, Харон
- Валентин Морозов — Аїд

## Виробництво
Інформація про вихід проєкту «Іван Княженко та Сірий Вовк 5» на великі екрани з'явилася у ЗМІ навесні 2022 року. На той момент кінокомпанією «СТВ» не було озвучено конкретної дати виходу, тільки місяць — грудень 2022 року. Восени на Санкт-Петербурзькому Міжнародному Контент-Форумі кінопрокатна компанія «Вольга» підтвердила цю інформацію. Було оголошено дату виходу мультфільму - 29 грудня. Відомо, що раніше прокатником фільму був SPPR.

## Маркетинг
Офіційний тизер-трейлер фільму був опублікований у мережі наприкінці жовтня 2022 року. Офіційний трейлер фільму з'явився в інтернеті на початку грудня.